# Ussurohelcon nigricornis
Ussurohelcon nigricornis är en stekelart som beskrevs av Van Achterberg 1994. Ussurohelcon nigricornis ingår i släktet Ussurohelcon och familjen bracksteklar. Inga underarter finns listade i Catalogue of Life.